# Нолина
Нолината (Nolina) е род, класифициран в Nolinaceae, Agavaceae, Ruscaceae, или Asparagaceae. Тропически растения, ксерофити, с естествен хабитат от Мексико до южните части на САЩ. Някои ботаници са класифицирали също род Beaucarnea в Nolina. Нолината е сукулентно растение. При нашите климатични условия, се отглежда като стайно растение, като през лятото може да се отглежда на открито.

## Отглеждане
Изисквания към почва – песъчливи примеси, за да може да се оттича лесно водата. Като всяко сукулентно, нолината не обича задържане на вода около корените. При поливане е добре да се изчака почвата да изсъхне напълно, растението обича засушаване. След това обилно поливане. Естественият ѝ хабитат е в пустинни и полупустинни райони с дълги периоди на засушаване и пълна липса на дъжд. Удебеленият ствол служи за резервоар за вода. Засушаването при нолината се наблюдава като характерно свиване и нагърчване на стъблото. След поливане, стъблото се изпъва и наедрява.
Нолината има плитка коренова система и поради тази причина най-често се сади в плитки и разлати саксии.
Основните неприятели, които се наблюдават, са памуклийките. Друг проблем съхненето на крайчетата на листата. Наблюдава се при по-продължителен период на засушаване. Не е проблем за растението и всъщност е част от нормалния процес на отмиране на листата. С времето, пожълтяват и отмират най-долните листа. По този начин се формира характерния дървовиден ствол на нолината. Може да се премахват отмрелите листа, но не и зелените, с цел да се формира по-бързо ствол – това само издължава ствола. Стволът се формира с години слънце и редовно засушаване. Нолината е едно от най-некапризните, непретенциозни и безпроблемни растения.

## Видове
- Nolina affinis
- Nolina altamiranoana
- Nolina arenicola
- Nolina atopocarpa
- Nolina beldingi
- Nolina bigelovii
- Nolina brittoniana
- Nolina caudata
- Nolina cespitifera
- Nolina cismontana
- Nolina durangensis
- Nolina elegans
- Nolina erumpens
- Nolina georgiana
- Nolina hartwegiana
- Nolina histrix
- Nolina hookeri
- Nolina humilis
- Nolina interrata
- Nolina javanica
- Nolina juncea
- Nolina lindheimeriana
- Nolina loderi
- Nolina longifolia
- Nolina matapensis
- Nolina micrantha
- Nolina microcarpa
- Nolina nelsonii
- Nolina palmeri
- Nolina parryi
- Nolina parviflora
- Nolina pliabilis
- Nolina pumila
- Nolina rigida
- Nolina sibirica
- Nolina stricta
- Nolina texana
- Nolina tuberculata
- Nolina watsonii
- Nolina wolfii